# Marcelo Cossar
Marcelo Arnolfo Cossar (Córdoba, Argentina, 15 de noviembre de 1968) es un político argentino perteneciente a la Unión Cívica Radical, fue viceintendente de la ciudad de Córdoba y es actualmente legislador provincial desde 2019.

## Biografía
Cossar es militante de la Unión Cívica Radical, abogado recibido de la Universidad Nacional de Córdoba.

### Política
En 2007 fue elegido concejal de la ciudad de Córdoba para el periodo 2007-2011, en el Concejo Deliberante presentó numerosos proyectos por lo cual el senador nacional, Ramón Mestre lo elige como compañero de fórmula para competir por la intendencia de la ciudad.
En 2011 fue elegido viceintendente de la ciudad de Córdoba para el período 2011-2015 acompañando a Ramón Javier Mestre.
El 8 de abril de 2016 Cossar fue nombrado Secretario de Modernización, Comunicación y Desarrollo Estratégico cargo que ocupó hasta el final del segundo mandato de Mestre. 

#### Legislador Provincial (2019- 2023)
Para el año 2019 fue candidato a Legislador Provincial cargo que fue elegido yendo en la lista de Mestre como candidato a Gobernador la cual salió tercero y en la sesión del 12 de febrero de 2020 fue elegido vicepresidente segundo de la Legislatura provincial. Cargo que luego ocuparía Dante Rossi mientras que Cossar asumiría la presidencia del bloque Juntos UCR el 16 de junio de 2021 bloque que presidio hasta el 7 de febrero de 2022 tras ser derrotado por el legislador riocuartense Juan Jure con la mayoría de los votos de los legisladores del bloque.